# 新海镇
新海镇，是上海市崇明区下辖的一个镇，位于崇明区西北部。所辖范围包括原跃进农场、新海农场、红星农场、长征农场4个市属国营农场。总面积105.04平方公里。户籍人口1.10万余人（2008年）。镇人民政府驻北沿公路3366号。现任镇长茅振华。

## 历史沿革
新海镇的前身是隶属于上海市光明食品集团的上海市新海地区社区管理委员会，于2004年2月由当时的新海社区（新海农场与跃进农场）与长征社区（长征农场与红星农场）合并组建，所辖范围包括原跃进农场、新海农场、红星农场、长征农场4个市属国营农场。2008年7月，经崇明县人民政府和光明食品集团批准，组建新海社区政务移交小组，启动在崇明的市属国营农场政务移交并纳入属地化管理的前期运作。2008年8月6日，经上海市人民政府批准，建立新海镇。

## 行政区划
新海镇下辖5个居委会：跃进居委会、新海居委会、新海二村居委会、红星居委会、长征居委会。